# Општина Ловинац
Општина Ловинац се налази у јужној Лици, у саставу Личко-сењске жупаније, Република Хрватска. Сједиште општине је Ловинац.

## Географија
Општина Ловинац се налази на самом југу Лике, у троуглу Госпић — Удбина — Грачац. Општина се природно граничи на сјеверу са Личким средогорјем, на сјевероистоку и истоку са планинским масивом Ресник, а са јужне, југоисточне и западне стране са Велебитом. Сусједне општине су: Грачац, Јасенице, Стариград и Удбина, као и град Госпић. Општина гравитира главном регионалном центру Лике, граду Госпићу. Кроз општину Ловинац пролази ауто-пут Загреб–Сплит.

### Воде
Подручје општине Ловинац обилује водом. Ријеке које извиру у општини Ловинац су: Ричица, Обсеница, Крушница, Јадова, Суваја, ријечица Паша, притоци Јадичевац, Брнчево, Ракитовац, Радучица, Просињак, потоци Хољевац, Грабовац. Постоје и многа врела (извори) као и природна (кршка) и вјештачка језера. О томе говори и грб Ловинца. На грбу Ловинца се на зеленом пољу налази плава капљица воде са сребрним одсјајем. Овај лик одабран је да покаже богаство свјеже природне воде којом је општина богата.

## Клима
Модификаторски утицаји рељефа и надморске висине на температуре ваздуха и распоред падавина врло су велики.
Нижи дијелови имају особине претпланинског поднебља, док виши имају особине планинске климе. Стога су љета умјерено топла, али и врло угодна, с обзиром на остале дијелове Хрватске. Средње јулске температуре се крећу између 18 и 22 °C у нижим дијеловима. Зиме су врло хладне и оштре. Средње јануарске температуре ниже су од 0 °C (-2 до 0 °C). Околне планине се истичу као хладнији „отоци” са (2-5 степени) нижим средњим температурама и љети и зими.
Ловиначки крај спада у најкишовитије у Хрватској. Велебит и подвелебитски дијелови општине примају највише падавина (око 3000 мм годишње). Нижи, сјевернији дијелови општине примају нешто мање падавина (око 2000 мм годишње), а због утицаја континенталног режима падавине су учесталије у топлој половини године. У тим крајевима снијег је уобичајена појава у зимским мјесецима и његов удио у укупној количини падавина варира између 5 и 20%. Иако по правилу почиње падати у новембру, није ријеткост да залепрша и у мају.
Просјечан број сњежних дана у Ловинцу је између 30 и 80 годишње. У равничарским дијеловима сњежни покривач дебљине 30 и више центиметара задржава се десетак дана годишње, док на планинама између 20 и 70 дана. Максимална висина снијега се креће између 80 и 150 цм. Најучесталији вјетрови у ловиначком крају су из правца сјеверозапада и сјевера.

## Историја
У периду од 1991. до августа 1995, насеља општине су припадала Републици Српској Крајини. До територијалне реорганизације у Хрватској општина се налазила у саставу бивше велике општине Грачац, осим насеља Радуч који се налазио у некадашњој општини Госпић. До 1997. године Ловинац је био у саставу Задарско-книнске жупаније.

## Насељена мјеста
У састав општине улази десет насеља:
- Враник
- Горња Плоча
- Кик
- Личко Церје
- Ловинац
- Радуч
- Ричице
- Свети Рок
- Смокрић
- Штикада

## Становништво
Данашње становништво општине Ловинац чине католички Хрвати – Буњевци, православни Срби и нешто Рома. Већинско становништво је хрватско. Према попису становништва из 2001. године, општина Ловинац је имала 1.096 становника. Према попису становништва из 2011. године, општина Ловинац је имала 1.007 становника.
| Попис 2011.‍   | Попис 2011.‍ | Попис 2011.‍ | Попис 2011.‍ | Попис 2011.‍ |
| ------------- | ----------- | ----------- | ----------- | ----------- |
|               |             |             |             |             |
| Хрвати        | Хрвати      |             | 835         | 82,92%      |
| Срби          | Срби        |             | 162         | 16,09%      |
| остали        | остали      |             | 10          | 0,99%       |
| укупно: 1.007 |             |             |             |             |